# Eulersbacher Hof

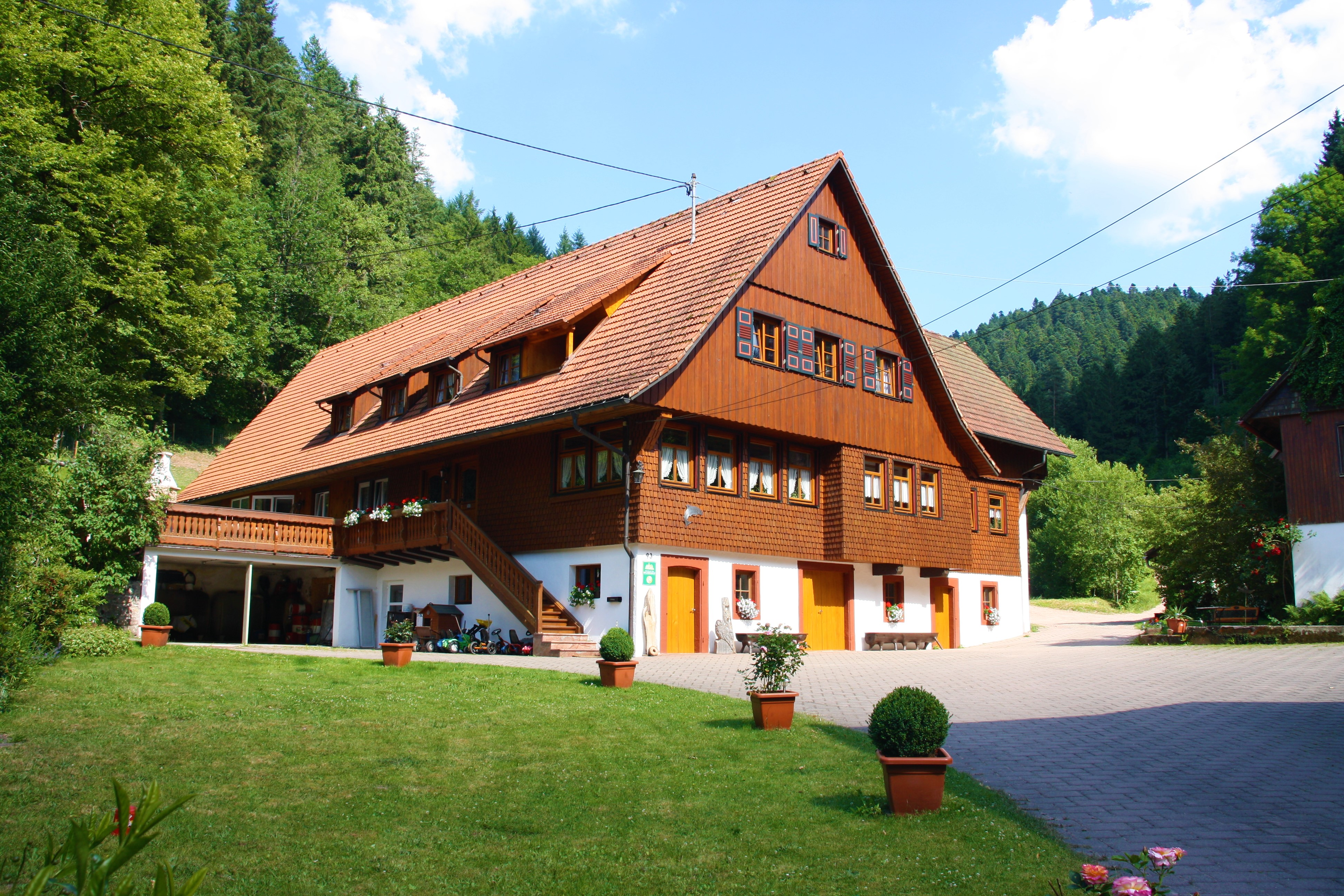
Der Eulersbacher Hof (2017)

Der Eulersbacher Hof ist ein unter Denkmalschutz stehender Bauernhof im mittleren Schwarzwald. Er liegt vier Kilometer außerhalb der Stadt Schiltach im Stadtteil Lehengericht. Das Hauptgebäude wurde 1634 in der Bauform des Kinzigtäler Hauses errichtet. Er wird heute noch haupterwerblich als Landwirtschaftlicher Betrieb mit eigener Forstwirtschaft, Forellenzucht und Ferienwohnungen betrieben.

## Geschichte

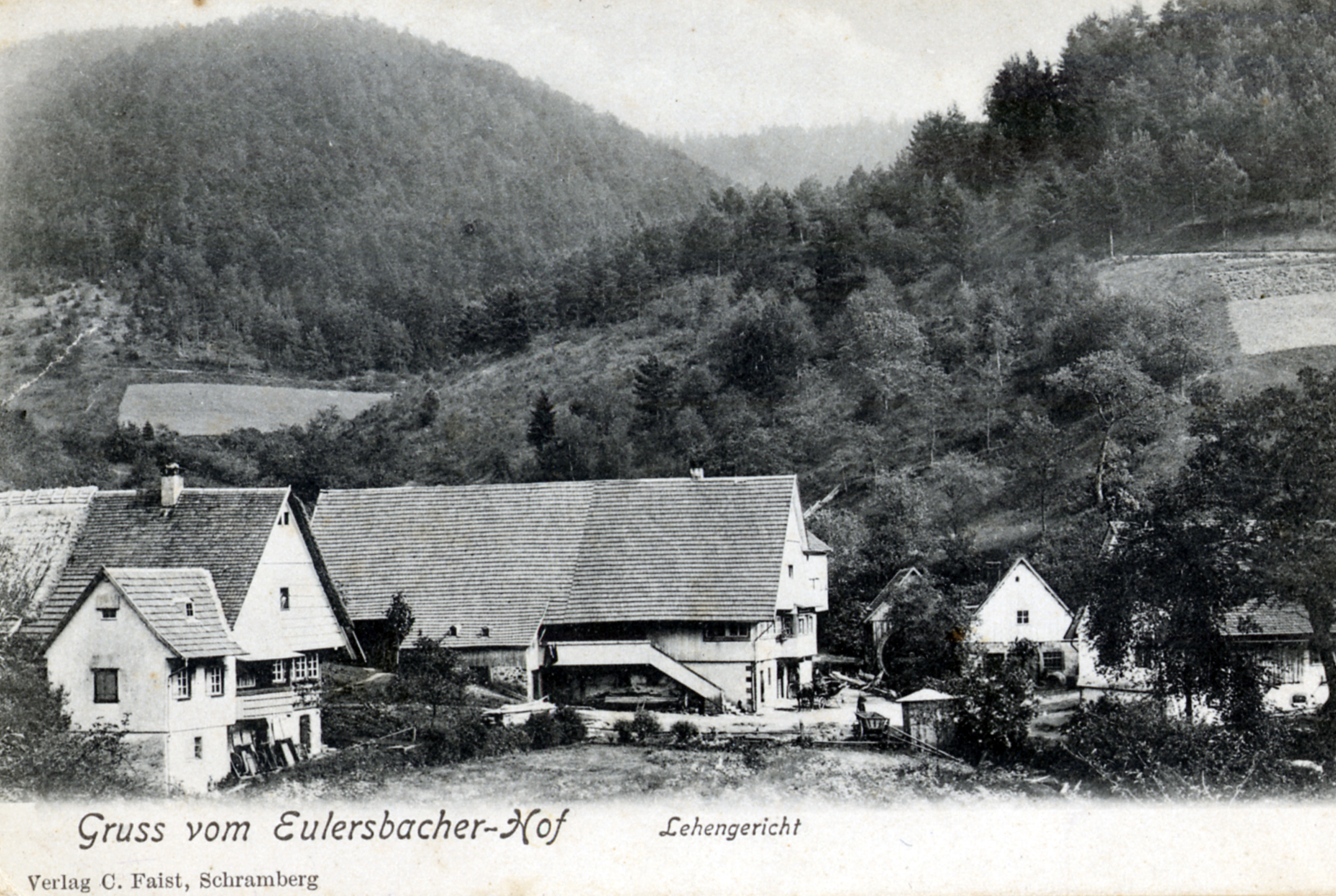
Der Eulersbacher Hof um 1900

Im Lagerbuch von 1491 wurde das Hofgut um 1471 als „im ylersbach“ das erste Mal erwähnt. Um 1618 wird Hanß Bühler als Besitzer aufgeführt. Seitdem liegt der Hof im Familienbesitz der Familie Bühler. Im Stubenwinkel der großen Stube des Hofes datiert eine erhaltene Inschrift das jetzige Hofgebäude auf 1634. Nach einem größeren Umbau Ende des 19. Jahrhunderts fügte der damalige Besitzer Jakob Bühler das Umbaudatum 1887 hinzu. Der Haupterwerb des Eulersbacher Hofes war über die Jahrhunderte neben der Landwirtschaft die Forstwirtschaft, in der vor allem Weißtannen in Form des Plenterwaldes gefördert wurden. In den 1950er Jahren wurde dann mit der Züchtung von Schwarzwaldforellen ein weiterer Erwerbszweig hinzugefügt. Schließlich wurde in den 1990er Jahren das große Dachgeschoss ausgebaut zu Ferienwohnungen.

## Bauform
Das Hofgebäude liegt an einer Talgabelung, wo die Bäche Eulersbach und Höllgraben zusammenfließen und repräsentiert das sogenannte Kinzigtäler Haus. Also ein Bauernhof mit talseitig gelegener eingeschossiger Wohnung über gemauertem Stall und hangseitiger Scheune. Beide liegen unter einem großen gemeinsamen Dach, welches Lagerräume und eine befahrbare Arbeitsbühne beinhaltet. Das früher offene Gebälk oberhalb des Wohnstockes, das der Rauch der beheizten Küche über die Jahrhunderte mit einer dicken Glanzrußschicht versehen hat, ist heute noch erhalten und teilweise sichtbar in den später im Dach ausgebauten Ferienwohnungen. Auch das Mauerwerk des Sockelgeschosses lässt die Bauart des 17. Jahrhunderts noch erkennen.

## Hofzeichen

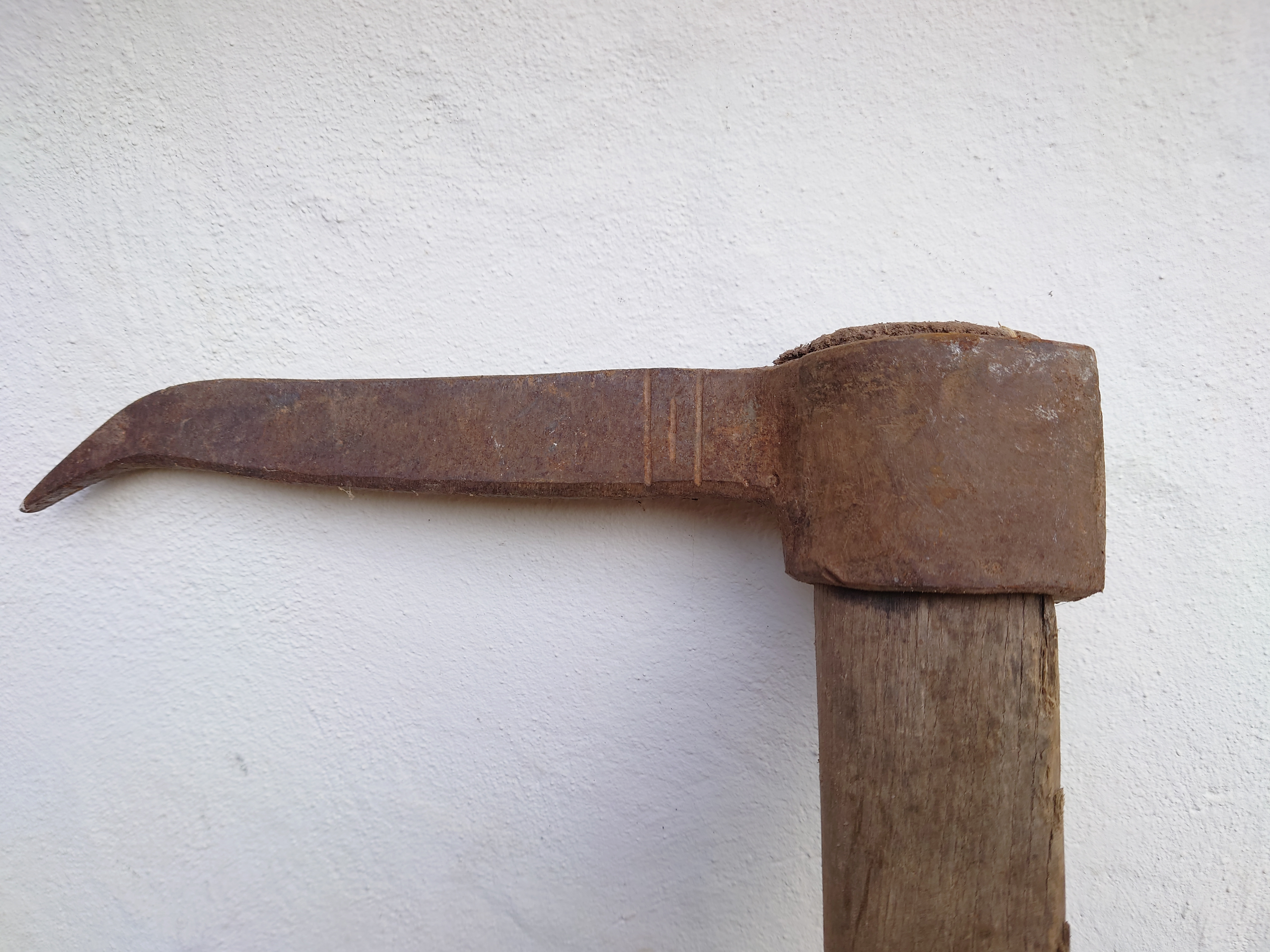
Schwarzwälder Krempen mit Hofzeichen

Wie viele Bauernhöfe ab dem 16. Jahrhundert hatte auch der Eulersbacher Hof ein Hofzeichen zur Kennzeichnung des gefällten Holz und des Eigentums, insbesondere Arbeitsgeräte und Werkzeuge. Es besteht aus drei nebeneinanderliegenden senkrechten Strichen, wobei die Äußeren länger als der Innere sind.